# ألتسشورن
ألتسشورن (بالإنجليزية: Aletschhorn) هو أحد جبال سلسلة جبال الألب البرنية وجزء من القمة الأم فينستيرارون ويقع في كانتون فاليز في سويسرا. يحتل المرتبة رقم 12 في قائمة جبال سويسرا من حيث الارتفاع، إذ يبلغ ارتفاعه حوالي 4193 متر، بينما يبلغ ارتفاع نتوء الجبل 1029 متر، هذا وقد سجل أول وصول لقمة الجبل عام 1859.